# AC Cars

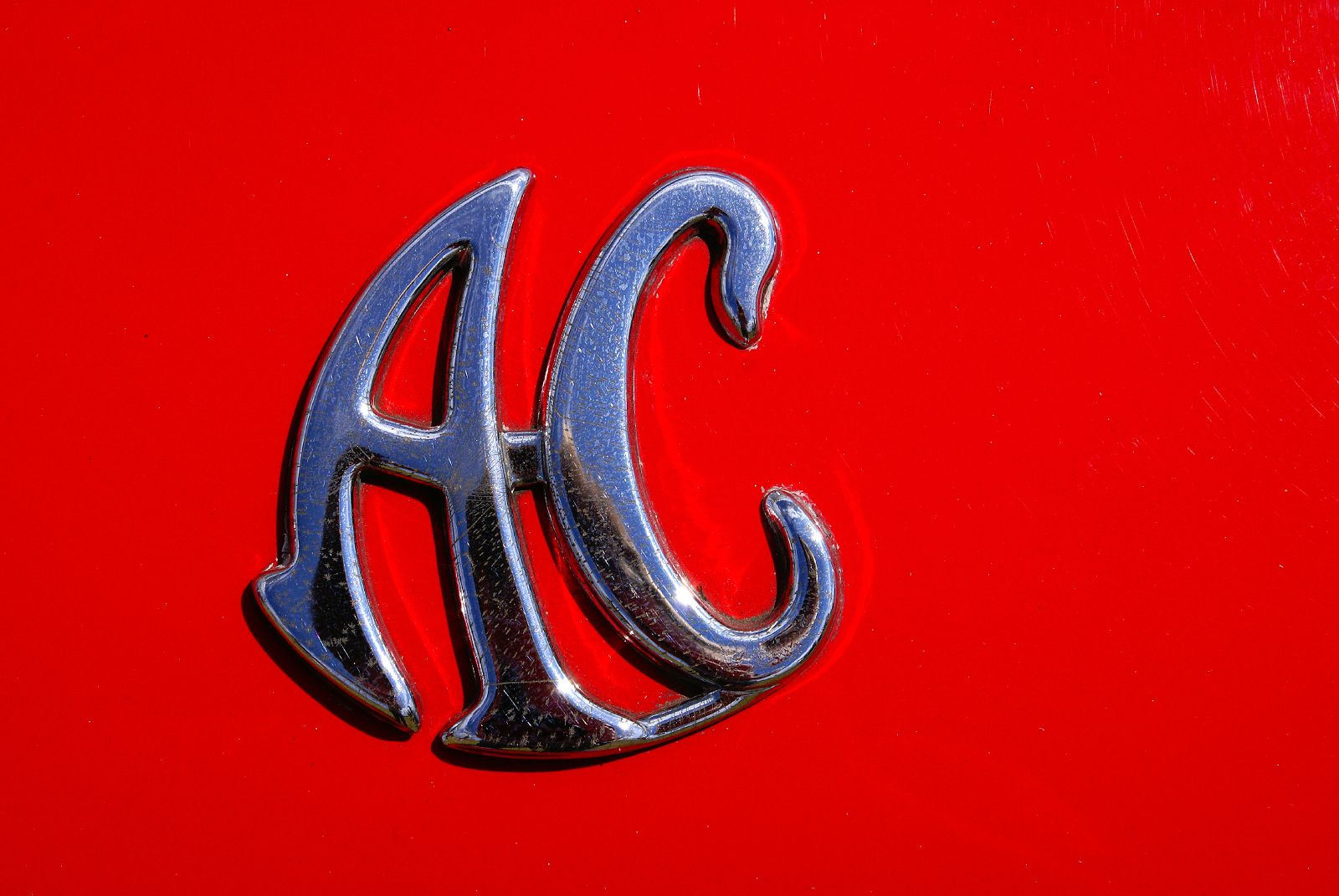
Logo des Automobilherstellers AC Cars mit Buchstaben im Art Nouveau-Stil wie es – mit geringen Änderungen – seit 1907 verwendet wird

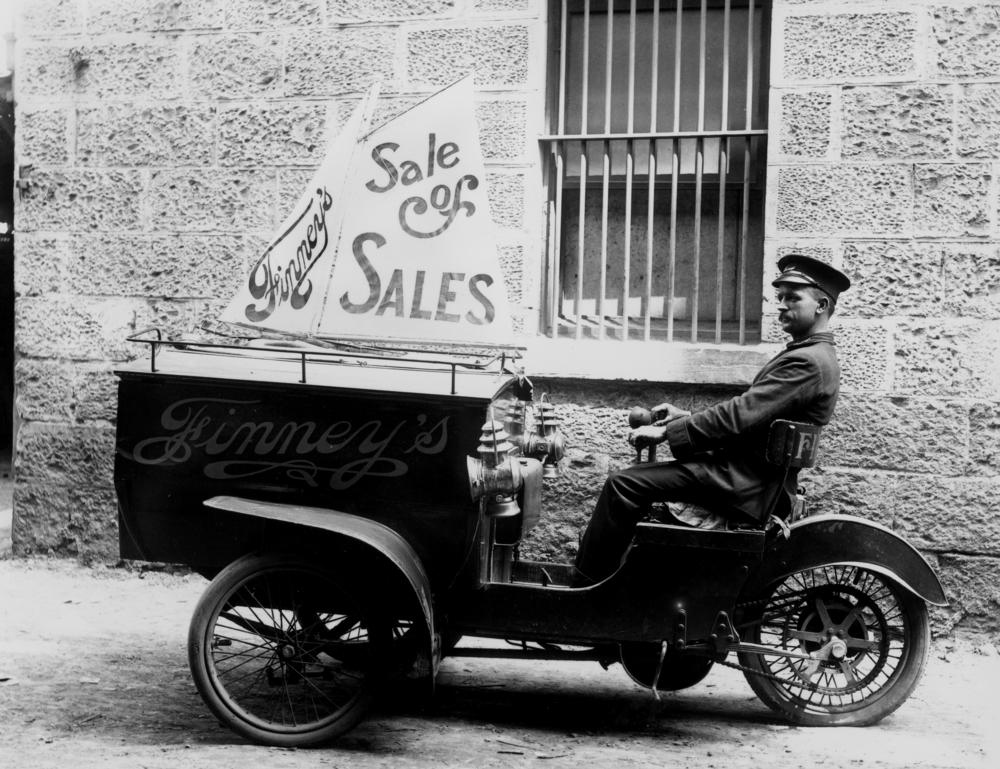
Ein früher Auto-Carrier: Die Abkürzung, anfänglich noch als A.-C., ergab den neuen Markennamen, seine Technik bildete die Grundlage für das Cyclecar AC Sociable

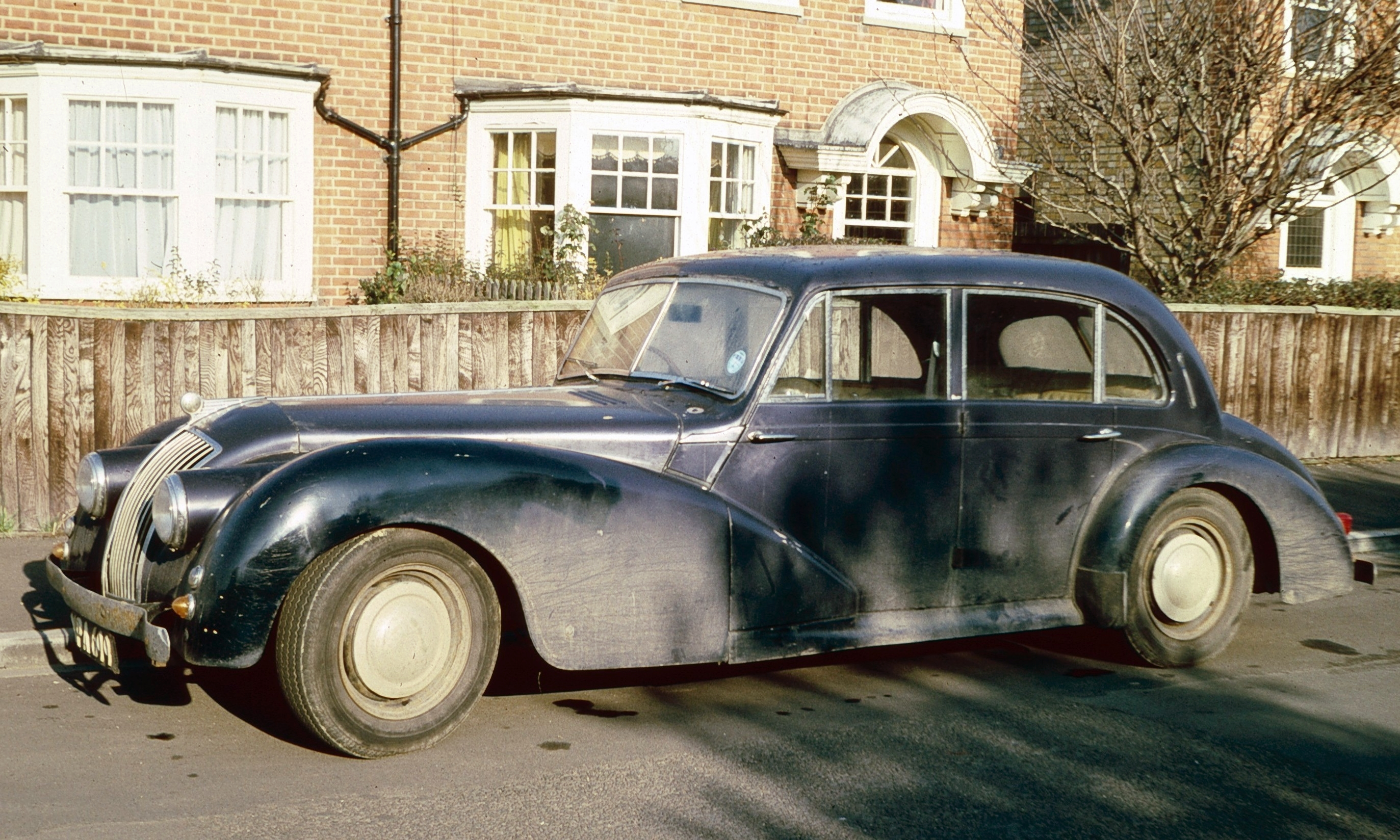
AC 2-Litre von ca. 1955. 1991 cc, 6 Zylinder

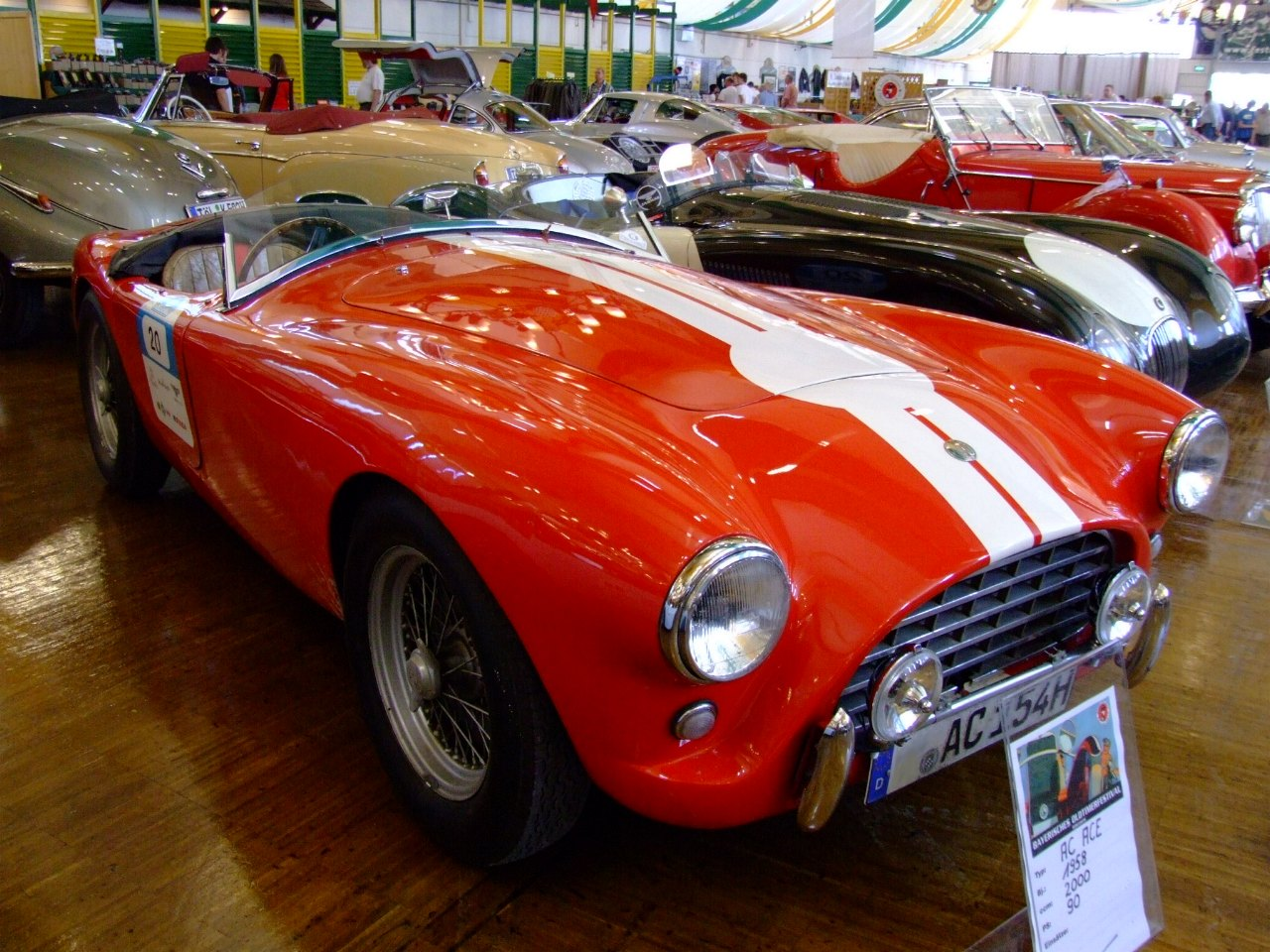
AC Ace (1958)

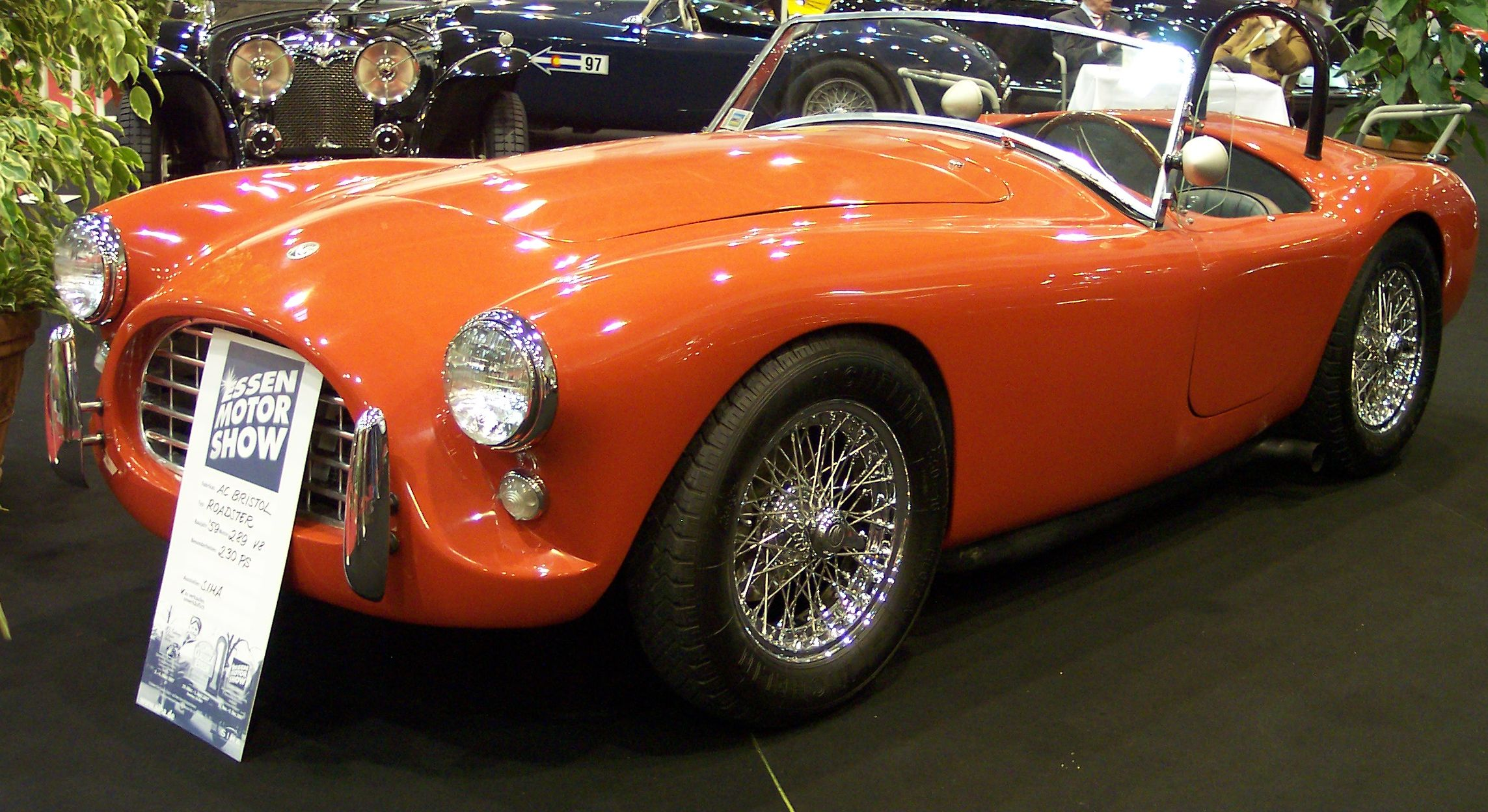
AC Ace Bristol

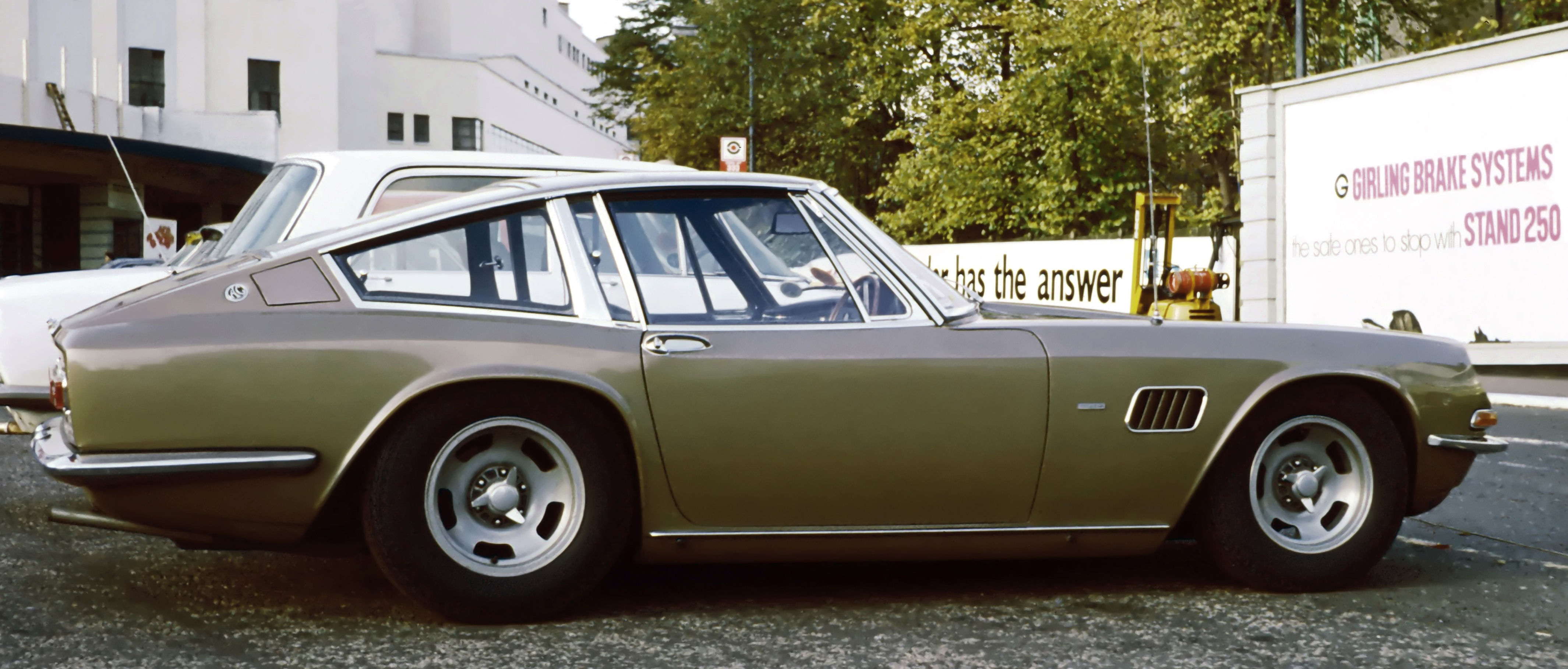
AC 428 von 1973

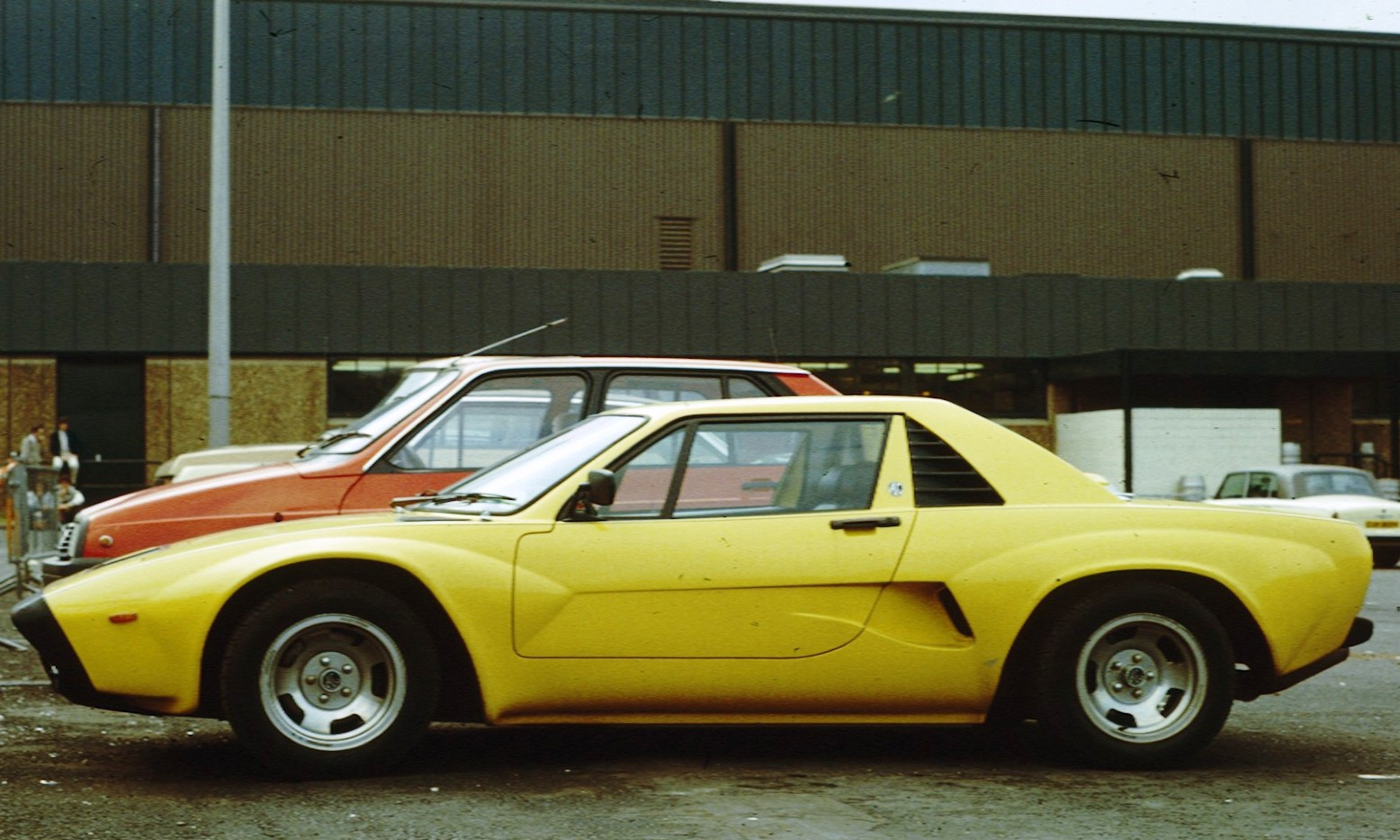
AC 3000ME von ca. 1979/80

AC Cars Limited ist ein britischer Automobilhersteller, der Markenname lautet AC (anfänglich auch in den Schreibweisen A.C., A.-C. und A-C). Erstmals erschien der Firmenname 1922; der Firmensitz sowie die Produktionsstätte lagen zu dieser Zeit – und fortdauernd bis 1984 – in Thames Ditton, einer Ortschaft im Norden der Grafschaft Surrey, unmittelbar angrenzend an Groß-London am Südufer der Themse.
Rechtsvorgänger war das 1907 gegründete, in West Norwood südlich von London ansässige Unternehmen Auto Carriers Limited, das bereits von Beginn an den Markennamen AC für seine ersten, zunächst noch dreirädrigen Personenwagen nutzte; sie entstanden parallel zu den bis etwa 1920 vermarkteten leichten Nutzfahrzeugen der Marke Auto Carrier (auch in den Schreibweisen Auto-Carrier, AutoCarrier und Autocarrier). Noch weiter zurück reichen die Ursprünge mit den Unternehmen Autocars and Accessories, Limited (ab 1904) und zuvor Weller Brothers (als Personengesellschaft ab 1900, als Kapitalgesellschaft ab 1902).
Bekannteste Modelle von AC Cars Limited waren die offenen Sportwagenmodelle AC Ace aus den 1950er-Jahren sowie – in Kooperation mit Carroll Shelby und mit Unterstützung durch  die US-amerikanische Ford Motor Company – die davon abgeleitete AC Cobra der 1960er-Jahre. Nach 1984 erlebte das Unternehmen eine wechselvolle Geschichte mit mehreren Wechseln von Eigentümern, Firmensitzen und Produktionsstätten. Aktuell (Stand: 2022) stehen seit 2020 verschiedene Ausführungen der klassischen Modelle Ace und Cobra im Angebot, wahlweise mit Verbrennungsmotor oder batterieelektrischem Antrieb.

## Geschichte
1904 begann die Firma, zunächst noch unter der Firmierung Autocars and Accessories, Ltd. mit Sitz in London, mit der Produktion von Dreirad-Fahrzeugen, die als Auto-Carrier für den Lastentransport und ab 1907 als AC Sociable für die Personenbeförderung bestimmt waren. Die Bezeichnung Auto-Carrier gab der Firma als Abkürzung A.C. den Namen, den sie auch behielt, als diese motorisierten Rikschas längst nicht mehr gebaut wurden. AC ist somit einer der ältesten, noch existierenden Automobilhersteller. 1913 wurde dann das erste „echte“ Automobil gebaut, aber erst 1920 gelang der internationale Durchbruch mit einem Sechszylinder-Modell mit 2 Liter Hubraum und 35 PS. Das Außergewöhnliche an dem Fahrzeug war die obenliegende Nockenwelle, eine Konstruktion, die zu dieser Zeit ausschließlich im Rennsport verwendet wurde. Dieser Motor sollte mit geringfügigen Änderungen 40 Jahre lang gebaut werden.
Nach dem Zweiten Weltkrieg setzte AC die Fahrzeugproduktion 1947 mit dem neuen Modell AC 2-Litre fort. Motor und Fahrwerk entsprachen weitgehend der Technik der 1930er-Jahre, die Karosserie – zumeist als zweitürige Limousine (Saloon) – war hingegen neu. Ab 1953 entstand – ausgehend von einem Entwurf des unabhängigen Konstrukteurs John Tojeiro – der offene Sportwagen AC Ace, der erste englische Seriensportwagen mit Einzelradaufhängung vorne und hinten. Ab 1956 konnte der Ace, wie auch das davon abgeleitete Coupé AC Aceca, wahlweise mit dem 2,0-Liter-Sechszylinder von Bristol bestellt werden, die den Motor des BMW 328 weiterentwickelt hatten. Als AC Ace Bristol brachte er es zu einigen Motorsporterfolgen. In den Jahren 1957 bis 1962 gab es sogar Einsätze beim 24-Stunden-Rennen von Le Mans, darunter 1959 den Klassensieg bei den GT-Fahrzeugen bis zwei Liter Hubraum. Ab 1959 produzierte AC als dritte Modellreihe neben dem offenen Sportwagen Ace und dem zweisitzigen Coupé Aceca in geringer Stückzahl den viersitzigen Gran Turismo AC Greyhound.
Gegen Ende der 1950er wurde der Markt für Hersteller von Kleinserien sehr eng. Die Konstruktion und Herstellung eines eigenen Motors rechnete sich längst nur mehr in der Großserie. So konnte sich die Firma noch einige Zeit mit dem bewährten alten Sechszylinder über Wasser halten, doch 1963 war mit dem Motorenbau Schluss.
Nachdem auch Bristol die Motorenproduktion eingestellt hatte, wurden die Modelle Ace und Aceca noch bis 1962/63 mit dem Motor des Ford Zephyr ausgestattet. Immer mehr amerikanische Kunden fanden an den Fahrleistungen des leichten Fahrzeugs Gefallen, und auf diese Weise fand sich ein amerikanischer Rennfahrer namens Carroll Shelby, der sich gleich der Produktion des Nachfolgemodells annahm: Der AC 289 wurde mit dem 4,7 Liter V8-Motor von Ford ausgestattet, gleichzeitig wanderte die Produktion nach Santa Fe in den USA. Spätere Modelle mit der Modellnummer 427 brachten es dann unter dem Namen Shelby-Cobra auf einen Hubraum von 7,0 Liter, was dem vergleichsweise leichten Fahrzeug zu sensationellen Fahrleistungen verhalf. Gleichzeitig festigte gerade diese wahnwitzige Konstellation den Ruf des AC Cobra als Kultfahrzeug.
Die Firma verschwand Mitte der 1970er von der Bildfläche. Spätere Versuche, die Marke wieder zu beleben, gab es etwa 1980 und 1996. Beim ersten Versuch wollte man mit dem AC 3000ME Fuß fassen. Dieses Fahrzeug verfügte über eine Kunststoffkarosserie und Antriebstechnik von Ford. Die Form hatte mit den legendären Fahrzeugen von AC nichts zu tun. Beim zweiten Versuch werden bis heute mit Unterbrechungen AC Cobra-Fahrzeuge in verschiedenen Leistungsstufen angeboten, deren teilweise leistungsgesteigerter Antrieb von verschiedenen, meist US-amerikanischen Herstellern stammt. Die Karosserieform der Cobra wird dabei kaum verändert. Verschiedene Versuche, den AC Ace mit moderner Karosserie wieder aufleben zu lassen, scheiterten.
Im September 2006 verkündete eine britische Gruppierung namens Project Kimber, den Smart Roadster, dessen Produktion von DaimlerChrysler eingestellt wurde, als AC Ace in einer modifizierten Version wiederbeleben zu wollen. Project Kimber hatte sich 2005 vergeblich bemüht, die insolvente MG Rover Group zu übernehmen. Der projektierte Verkaufsstart Ende 2007 wurde aber nicht eingehalten.
Bekannt ist die Automarke heute vor allem durch den Klassiker AC Cobra, einen stark motorisierten offenen Sportwagen, der von 1962 bis 1966 gemeinsam mit Carroll Shelby und Unterstützung von Ford produziert wurde und noch heute als Replik in zahlreichen Varianten gebaut wird. Seit 1984 gestaltete sich die Entwicklung der Marke unübersichtlich: Mehrfach wechselten die Besitzer und der Firmensitz, zunächst in moderne Produktionshallen auf dem Areal der ehemaligen Brooklands-Rennstrecke und dann 2001 nach Frimley in Surrey/England. In den 2000er Jahren gab es zunächst AC Cars Limited auf Malta und aktuell AC Automotive in Straubenhardt in Deutschland.
Seit 2020 werden wieder AC Autos produziert. Die Namensrechte von AC, AC Ace, AC Cobra und AC Bristol liegen bei der Acedes Holdings LLC. Wie aus dem Markenregister ersichtlich, ging dem ein jahrelanges Verfahren voraus. Die AC Cars (England) Ltd, wie die Produktionsgesellschaft heißt, wurde 2016 ins Firmenbuch eingetragen. Bemerkenswerter Weise wird nicht, wie üblich, lediglich die beliebte Cobra 427 produziert, sondern die Cobra 387 Superblower MK IV, sowie eine rein elektrische Version der Cobra, eine Cobra mit 2,3L-Turbomotor (die der 289 MK II Slab-Side-Cobra entspricht) und der AC Ace. Die „ungewöhnlichen“ Modellvarianten bedienen sich im Motorenregal von Ford.

## Pkw-Modelle
| Modell                                 | Motor                                               | Produktionszahlen                                                              | Baujahr        | Kurzbeschreibung |
| -------------------------------------- | --------------------------------------------------- | ------------------------------------------------------------------------------ | -------------- | --- |
| Auto-Carrier                           | 631 cm³ Einzylinder luftgekühlt vor Hinterrad       |                                                                                | 1904–1914      | offener Dreirad-Transporter mit einzelnem Rad hinten; Laderaum zwischen den Vorderrädern, Fahrersitz dahinter. Kettenantrieb zum Hinterrad; 2-Gang-Planetengetriebe. |
| AC Sociable                            | 631 / 724 cm³ Einzylinder luftgekühlt               | etwa 1800                                                                      | 1907–1914      | offener Dreirad-Personenwagen auf Basis des Auto-Carrier; zunächst Zweisitzer in Tandemanordnung (Fahrer hinten), auch Dreisitzer mit Fahrer hinten und ab 1909 Fahrer und Beifahrer nebeneinander (Einstieg vorne). |
| AC 10 hp                               | 1094 / 1327 cm³ Vierzylinder wassergekühlt          | etwa 100                                                                       | 1913–1916 1918 | vierrädriges Cyclecar; Motor von Fivet (Frankreich) hinter Vorderachse; Transaxle-Bauweise mit Kardanwelle und 3-Gang-Getriebe an der Hinterachse. Zweisitzer mit ausklappbarem Schwiegermuttersitz oder reiner Zweisitzer-Sportwagen. 1918: 1327 cm³-Motor Serie, davor wahlweise. |
| AC 12 hp                               | 1496 cm³ Vierzylinder wassergekühlt                 | etwa 850 (einschl. AC 16 hp bis 1929)                                          | 1920–1927      | Motor von British Anzani und später Cubitt; Transaxle-Bauweise mit Kardanwelle und 3-Gang-Getriebe an der Hinterachse. Zumeist offene Zwei- und Viersitzer, auch geschlossene Sonderaufbauten. |
| AC Six (16/35, 16/40, 16/56 und 16/66) | 1478/1991 cm³ Sechszylinder wassergekühlt           | etwa 850 (einschl. AC 12 hp) bis 1929 zzgl. ca. 50 aus restl. Teilen 1930–1933 | 1920–1929      | Motor von AC selbst entworfen und produziert, Zweiliter-Version ab 1922, Zylinderblock aus Leichtmetallguss, Zylinderkopf aus Grauguss, OHC-Ventilsteuerung; 16/66 mit drei SU-Vergasern. Transaxle-Bauweise mit Kardanwelle und 3-Gang-Getriebe an der Hinterachse. Zumeist offene Zwei- und Viersitzer, auch geschlossene Sonderaufbauten.                                                                   |
| AC Six (16/60, 16/70, 16/80 und 16/90) | 1991 cc cm³ Sechszylinder wassergekühlt             | 618                                                                            | 1932–1940      | Motor s. o.; 16/90 mit Arnott-Kompressor. Getriebe nun mit Motor verblockt, synchronisiertes 4-Gang-Getriebe von Moss oder Vorwählgetriebe von Wilson. Chassis mit verschiedenen Radständen und Spurweiten, insgesamt größer als Vorgängermodell, offene und geschlossene Zweitürer mit 2 oder 4 Sitzen, auch geschlossene Viertürer.                                                                          |
| AC 2-Litre                             | 1991 cc cm³ Sechszylinder wassergekühlt             | 1284                                                                           | 1947–1958      | AC-Motor. Zwei- und (später) viertürige Limousine (Saloon), zweitüriges Cabriolet (drophead coupé) und sportlicher offener Tourer „Buckland“. |
| AC Petite                              | 350 cm³ Einzylinder-Zweitakt luftgekühlt            | etwa 4000                                                                      | 1952–1958      | dreirädriger Kleinstwagen mit einzelnem Vorderrad; zwei- bis dreisitzig; Motor von Villiers Ltd im Heck, 3-Gang-Lenkradschaltung. |
| AC Ace                                 | 1991/1971/2553 cm³ Sechszylinder wassergekühlt      | 689                                                                            | 1953–1963      | Motor von AC oder ab 1956 alternativ Bristol oder ab 1961 überwiegend (i. d. R. leistungsgesteigert) vom Ford Zephyr. Offener Zweisitzer mit Aluminiumkarosserie. |
| AC Aceca                               | 1991/1971/2553 cm³ Sechszylinder wassergekühlt      | 357                                                                            | 1954–1963      | Motor von AC oder ab 1956 alternativ Bristol oder ab 1961 überwiegend (i. d. R. leistungsgesteigert) vom Ford Zephyr. Zweisitziges Coupé mit Heckklappe; Aluminiumkarosserie. |
| AC Greyhound                           | 1991/1971/2216/2553 cm³ Sechszylinder wassergekühlt | 83                                                                             | 1959–1963      | Motor zumeist von Bristol (2,0- oder 2,2-Liter-Version), neue aufwändige Hinterachse. Viersitzige Coupé-Karosserie (Gran Turismo) mit Aluminiumkarosserie. |
| AC Cobra 260/Cobra 289/AC 289 sports   | 4261/4727 cm³ Ford-V8                               | 75 / 571 / 27                                                                  | 1962–1968      | Ford Small-Block V8-Motor. Einzelradaufhängung mit quer liegenden Blattfedern vorne und hinten; Scheibenbremsen an allen vier Rädern serienmäßig; Modelle Cobra 260 und Cobra 289 in Zusammenarbeit mit Caroll Shelby; Modell 289 sports mit schraubengefedertem Fahrwerk und breiten Kotflügeln der Cobra 427; offene zweisitzige Alukarosserie; legendärer Sportwagen mit zahlreichen Erfolgen im Rennsport. |
| AC Cobra 427/428                       | 6997/7016 cm³ Ford-V8                               | 306                                                                            | 1964–1966      | Mk III-Serie. Verstärkter Leiterrahmen mit Gitterrohraufbau und Einzelradaufhängung an doppelten Dreiecksquerlenkern mit Schraubenfedern; Ford FE 427 „Sideoiler“-Motor aus der NASCAR-Serie oder zahmerer 428 FE „Police Interceptor“-Motor; 350–480 PS je nach Tuningstufe; offene zweisitzige Alukarosserie; legendärer Sportwagen mit zahlreichen Erfolgen im Rennsport.                                   |
| AC 428 (Frua)                          | 7016 cm³ Ford-V8.                                   | 81 (53 Fastback Coupés und 28 Convertibles)                                    | 1965–1973      | Karosserie von Frua, aufgebaut auf einem um 6 inch (152 mm) verlängerten Cobra-427-Chassis; i. d. R. Ford FE 428-Motor mit 350 PS (345 bhp/257 kW); 4 Scheibenbremsen; 4-Gang-Handschaltung oder 3-Gang-Automatikgetriebe; zweisitzige Cabriolet- („Convertible“) oder Fastback-Coupé-Ausführung, Stahlkarosserien in Italien gefertigt und montiert.                                                          |
| AC 429 (Frua)                          | 7016 cm³ Ford-V8.                                   | 1                                                                              | 1968/1973      | Potentieller Nachfolger des AC 428. 1973 präsentiertes Einzelstück auf der Basis des 1968 hergestellten Monteverdi High Speed 375 L mit leicht veränderter Monteverdi-Karosserie, Ford-Motor und Einzelradaufhängung. Keine Serienfertigung wegen wirtschaftlicher Schwierigkeiten und wegen den Auswirkungen der Ölpreiskrise.                                                                                |
| AC 3000ME                              | 2994 cm³ Ford-Essex-V6                              | 104 (zzgl. Prototypen)                                                         | 1979–1985      | zweisitziges Mittelmotor-Coupé mit Kunststoffkarosserie; Motor quer eingebaut, selbst entworfenes und gebautes 5-Gang-Schaltgetriebe, per Dreifach-Rollenkette mit Motor/Kupplung verbunden; Monocoque-Plattformrahmen aus Stahl mit vorderen und hinteren Hilfsrahmen. |
| AC Ace                                 | 4601/4942 cm³ Ford-V8.                              |                                                                                | 1996–1999      | zweisitziges Cabriolet mit Frontmotor und Hinterradantrieb; Motor und Getriebe von Ford/USA; handgeschaltete 4942-cm³-Version auch mit Turbo-Aufladung oder 4,6-l-Vierventil-Motor, ansonsten Automatikgetriebe |
| AC Aceca                               | 4601/4942 cm³ Ford-V8.                              |                                                                                | 1998–1999      | 2 + 2-sitziges Coupé mit Frontmotor und Heckantrieb auf Basis des Ace; Motor und Getriebe von Ford/USA; handgeschaltete 4942-cm³-Version auch mit Turbo-Aufladung oder 4,6-l-Vierventil-Motor, ansonsten Automatikgetriebe; Chassis in Südafrika hergestellt, Karosserie in England. |